# Mignon (Geschichte)

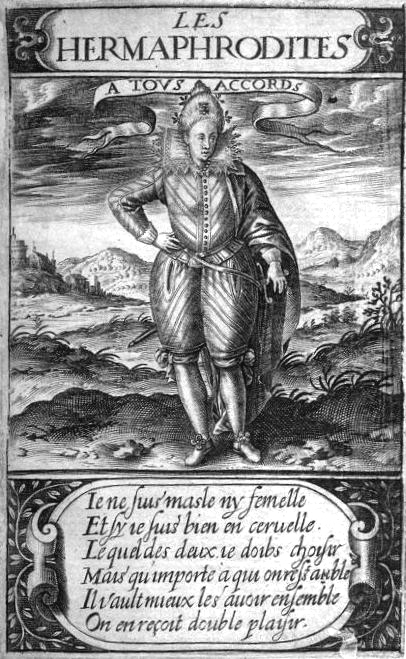
Karikatur eines Mignons, die seinen effeminierten Charakter betont.
Erschienen 1605 in L'Isle des Hermaphrodites von Thomas Artus.

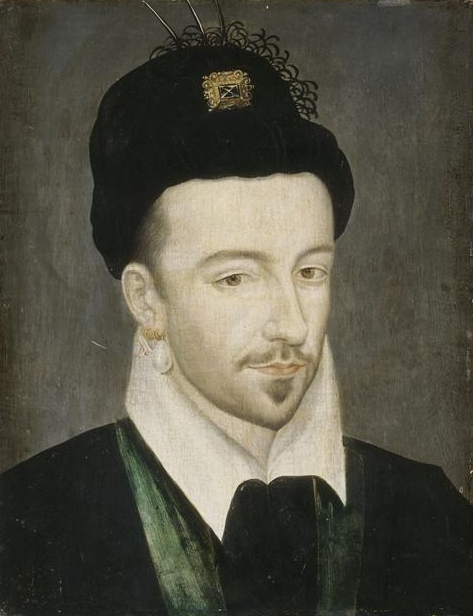
Heinrich III.

Mignon (deutsch etwa Liebchen) ist die Bezeichnung, welche die Pariser Bevölkerung im 16. Jahrhundert – durchaus herabsetzend – den Favoriten der Könige von Frankreich gab. Im 19. und 20. Jahrhundert schränkte man die Bezeichnung auf die Favoriten des Königs Heinrich III. (1551–1589) ein.

## Die Favoriten Heinrichs III.
Als nach dem Beginn der Hugenottenkriege der Hochadel nicht aufhörte um die Macht zu kämpfen, drängte Heinrich III. ihn aus den Staatsgeschäften Frankreichs und ersetzte  seine Angehörigen durch solche des niederen Adels, denen er hohe Aufgaben gab und auf die er sich in seiner Regierung stützte. Diese jungen Männer waren keine Klienten von Hochadligen, ihre Stellung basierte vielmehr auf einer Loyalität ausschließlich dem König gegenüber, dem sie ungefilterte Informationen lieferten. Sein Hof war somit ein eng begrenzter Zirkel von Günstlingen, die dank ihres Herrn ein immenses Vermögen anhäufen konnten. Man ging dazu über, diese ironisch „les mignons“ zu nennen.
Zu ihnen gehörten:
- François d’O
- Henri de Saint-Sulpice
- Jacques de Lévis, comte de Caylus
- Louis de Maugiron
- François d’Espinay
- René de Villequier
- Charles de Balzac d’Entragues, Seigneur de Dunes († 1599)
- Paul Stuart de Caussade, Comte de Saint-Mégrin (als Liebhaber der Herzogin von Guise von deren Mann ermordet)
- Guy d'Arces, Baron de Livarot (1555–1581)
- Gilles de Souvré, Marquis de Courtanvaux (ca. 1540–1626)
- Georg von Schönberg (George de Schomberg, Bruder von Caspar von Schönberg)

Die beiden wichtigsten sogenannten Archimignons („Erz-Mignons“), auf die er sich vor allem politisch stützte, waren:
- Anne de Batarnay de Joyeuse, Baron von Arques, später Herzog von Joyeuse
- Jean Louis de Nogaret de La Valette, genannt le demi roi (der halbe König), später Herzog von Épernon

Zu den Damen, die mit dem Freundeskreis verkehrten, gehörten:
- Renée de Rieux (ca. 1550 – nach 1586), engste Freundin des Königs. Nach seiner Heirat exiliert.
- Louise de La Béraudière de l'Isle Rouhet (1530 – nach 1586), Hofdame der Königinmutter und Geliebte von Antoine de Bourbon, duc de Vendôme
- Jeanne de Laval, Dame de Senneterre (1549–1586), Hofdame
- Françoise Babou de La Bourdaisière (ca. 1542–1592), Ehefrau von Antoine IV. d’Estrées

## Profil der Mignons

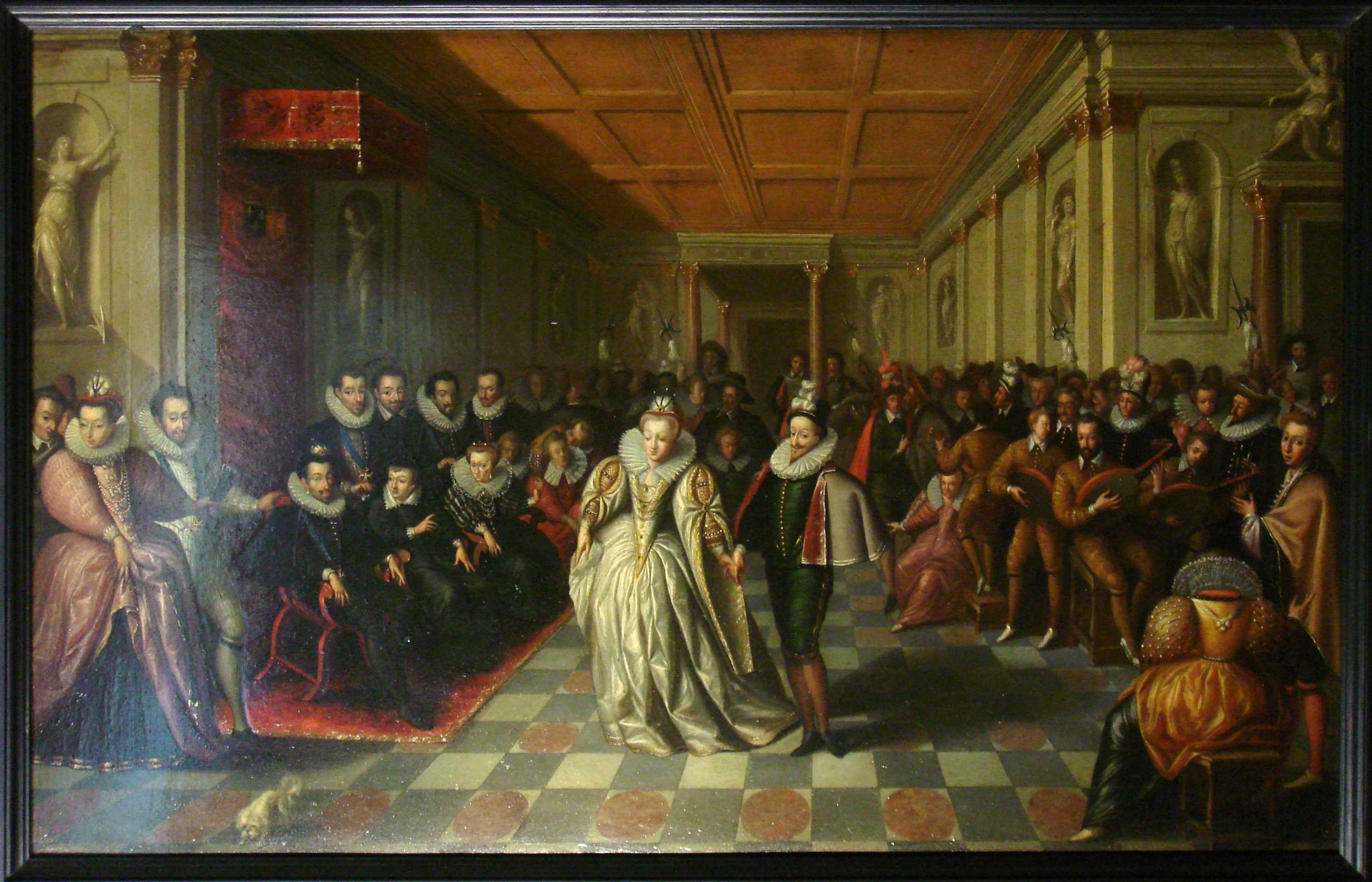
Anne de Joyeuse und seine Frau Marguerite de Vaudémont-Lorraine tanzen eine Pavane. Links unter dem Baldachin sitzen Heinrich III. und seine Mutter Caterina de’ Medici, rechts von dieser Königin Louise, auf der rechten Seite die Musiker.

Die Favoriten Heinrichs III. schminkten und puderten sich, trugen Ohrringe, Spitzen und Flitter. Auch der König soll gern Frauenkleider getragen haben, mit Perlenhalsbändern und Halskrausen nach Damenart. Er veranstaltete Turniere und Ballette, liebte Maskeraden. Die wohl zumeist bisexuellen Mignons waren teilweise auch als Schürzenjäger bekannt. Einige waren homosexuell (wie der König wohl selbst) und viele von ihnen kämpften als hohe Offiziere im Hugenottenkrieg – der Tod des Herzogs von Joyeuse 1587 in der Schlacht von Coutras ist ein Beispiel dafür. Die Mignons traten mit Mut und Beherztheit auf, waren stolz, oft aber auch gewalttätig und provokant, da sie sich der Gunst des Königs sicher waren. Dass sich dies auch ändern konnte, erfuhr François d’Espinay.
Einige nahmen einen steilen Aufstieg, wie etwa Nogaret, der 1581 vom kleinadligen Offizier zum Herzog von Épernon und Pair von Frankreich, zum Colonel général der französischen Infanterie und zum Premier Gentilhomme de la Chambre du Roi und schließlich zum Admiral von Frankreich sowie Gouverneur der Normandie und der Provence avancierte. Wie weit ihr Einfluss auf die Politik tatsächlich ging, ist aber umstritten, da vor allem die Königinmutter Caterina de’ Medici sowie der Herzog von Guise und sein Bruder, Kardinal de Guise, als Führer der radikalen Heiligen Liga das Geschehen und die Entscheidungen des Königs bestimmten. Nogaret versuchte hingegen, die moderaten Katholiken mit den Protestanten zu verbünden, um den König zu stärken. Im „Krieg der drei Henris“ um die Thronfolgeregelung des kinderlosen Königs ließ dieser die beiden Guisen 1588 töten.

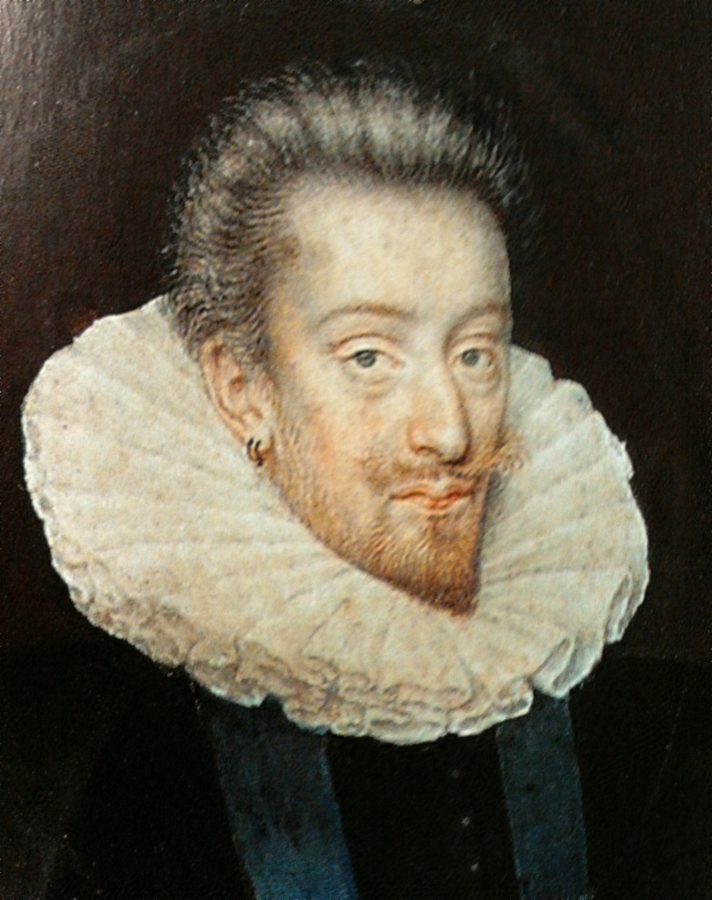
Anne de Joyeuse
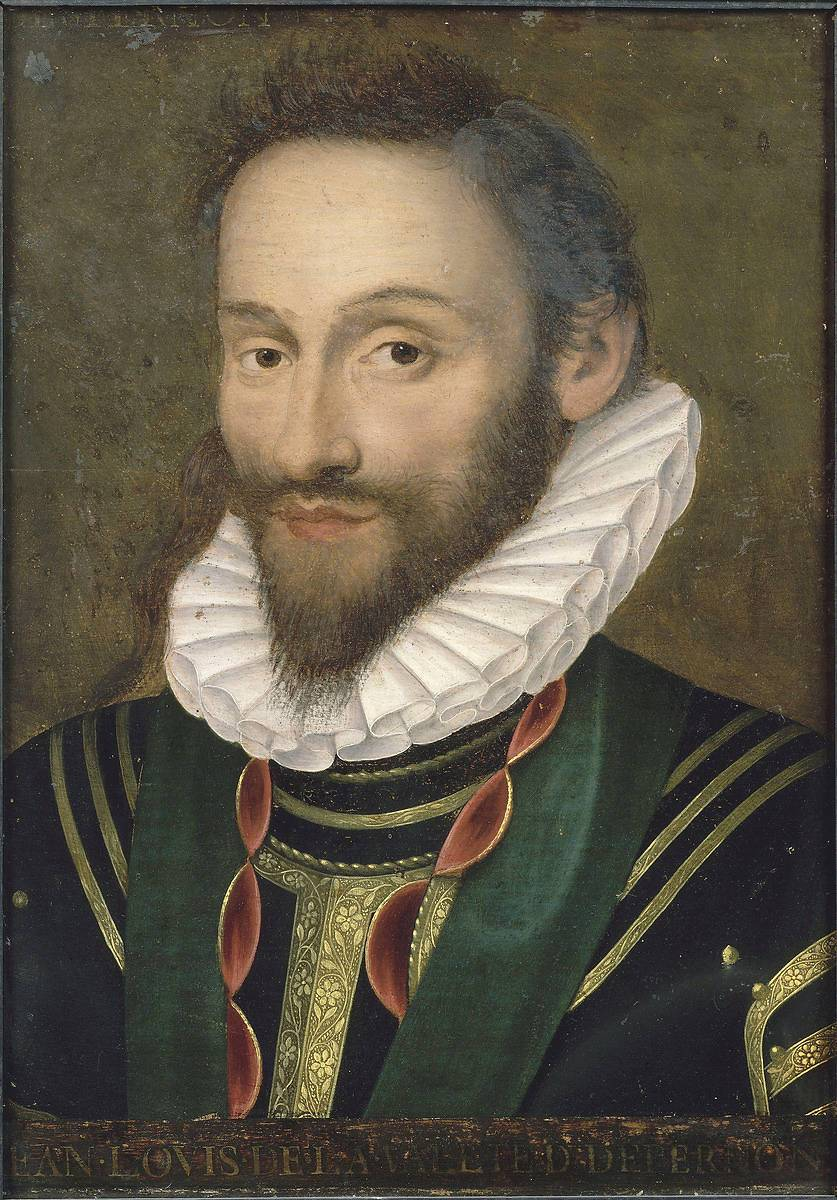
Jean Louis de Nogaret
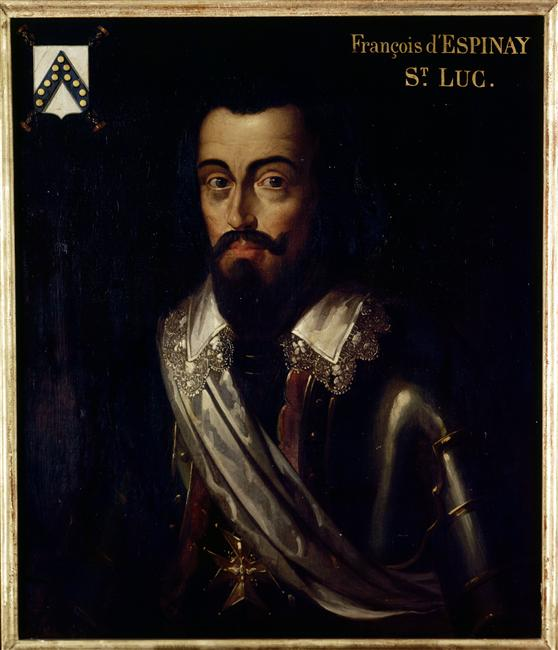
François d’Espinay
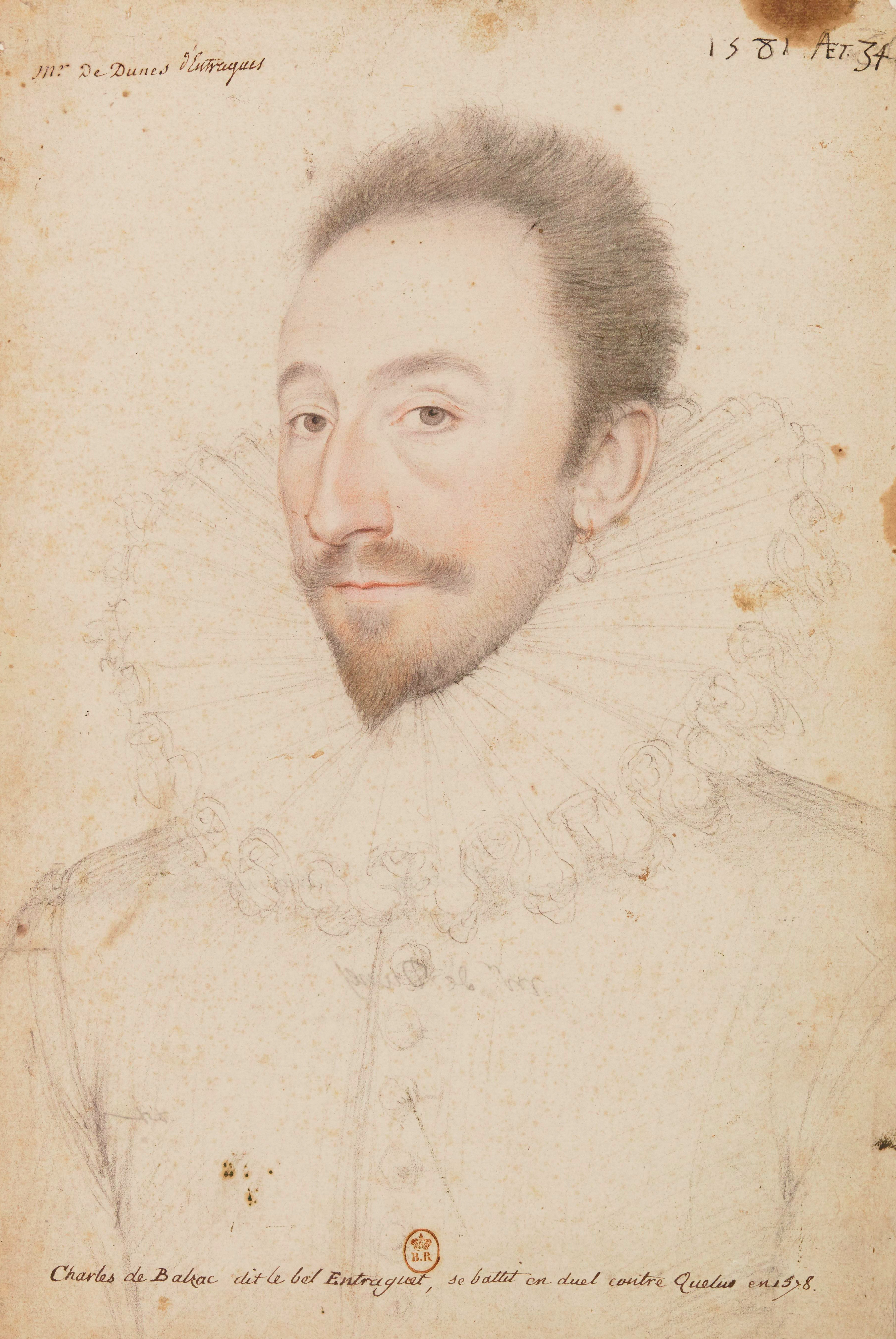
Charles de Balzac d’Entragues
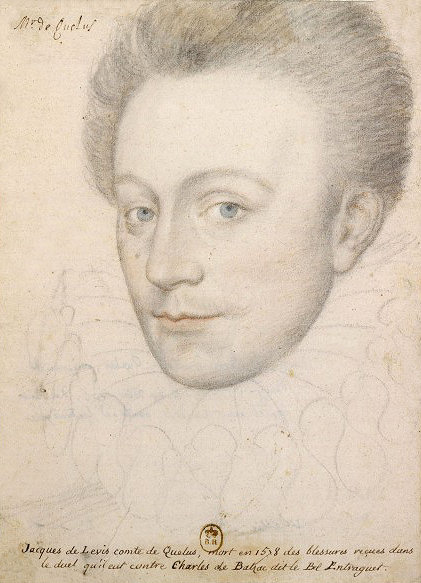
Jacques de Lévis
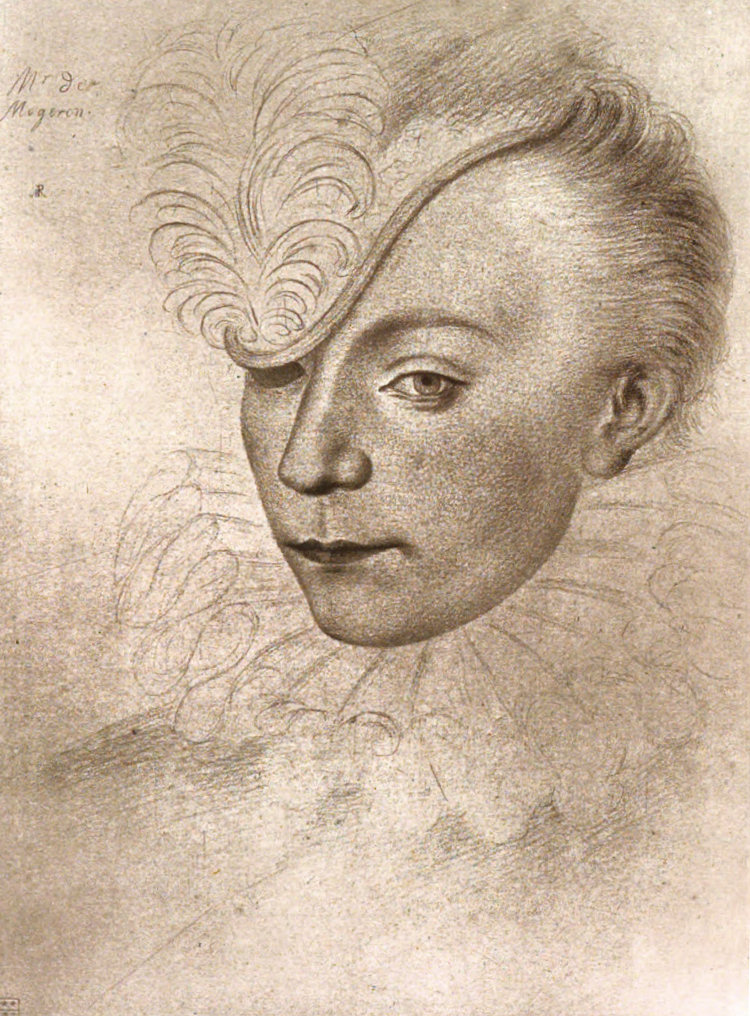
Louis de Maugiron

- Anne de Joyeuse und seine Frau Marguerite de Vaudémont-Lorraine tanzen eine Pavane.[3] Links unter dem Baldachin sitzen Heinrich III. und seine Mutter Caterina de’ Medici, rechts von dieser Königin Louise, auf der rechten Seite die Musiker.

## Wortbedeutung und Hintergrund
Das Wort Mignon hatte im Mittelalter eine pejorative Bedeutung, gewann aber seit Anfang des 15. Jahrhunderts als minion die Bedeutung eines treuen, untergebenen Vertrauten, wie es etwa Philippe de Commynes für Ludwig XI. war. In diesem Sinne wurde es ab 1446 für die Vertrauten Karls VII. verwendet und danach für die seiner Nachfolger, ohne notwendigerweise die Bedeutung von Günstling zu haben. Im 16. Jahrhundert bezeichneten sich die französischen Jesuiten als „Mignons de Jésus-Christ“. In Zeiten eifersüchtigen Streits um Vortritt oder Platzierung bei Tisch bedeutete Mignon eine Person, der besondere Ehrenbezeugungen zuteilwurden, etwa dem Monarchen beim Ankleiden behilflich zu sein.
Als französischer König war Heinrich III. gezwungen, einen vom Hofzeremoniell geregelten Tageslauf zu führen. In der Barockzeit sollte diese zeremonielle Existenz durch Ludwig XIV. – etwa mit dem Lever – noch erheblich weitergetrieben werden. Heinrich ließ eine im Mittelalter übliche Sitte wiederaufleben, einen Vertrauten dadurch auszuzeichnen, dass dieser im Schlafzimmer des Königs übernachten durfte. Dabei ist zu bedenken, dass damals unter ärmeren Leuten, besonders Bauern, das Teilen eines Bettes mit Familienangehörigen (oder mit Mitreisenden in Herbergen) allgemein üblich war. Wenn also ein König (neben dessen Bett noch bis ins 18. Jahrhundert üblicherweise ein Kammerdiener schlief) einer höhergestellten Person die Ehre erwies, im selben Zimmer oder gar in seinem Bett zu übernachten, war dies eine besondere Auszeichnung – vor allem in Frankreich, das seine Könige als Gesalbte Gottes mit religiöser Ehrfurcht betrachtete. So hatten schon Philipp II. und sein englischer Rivale Richard Löwenherz 1190 zum Zeichen des Friedensschlusses in einem Bett übernachtet. Ähnliches galt für die mignonnes der Königinnen. Pierre de Bourdeille de Brantôme prägte Ende des 15. Jahrhunderts für die von Karl VIII. so Ausgezeichneten den Begriff „mignons de couchette“ (Mignons der Schlafstätte). Dies hatte aber bereits einen Beigeschmack von Verweichlichung, Putzsucht und mangelndem Kampfgeist.
Umso mehr galt dies für die Mignons Heinrichs III. Sie waren Aufsteiger aus niederem Adel und hatten die tonangebenden Höflinge aus seiner Jugendzeit verdrängt. Die ersten, die das Wort Mignon im Sinne von Liebhaber (und damit von Homosexualität) gebrauchten, waren die Calvinisten. Sie missbilligten – anders als die Katholiken – bereits aufwändige Kleidung und Tanz, erst recht effeminierte Kleidung und entsprechendes Verhalten, als Frivolität. Sodomie galt seit jeher als crimen nefandum, unsägliches Verbrechen, das mit der Todesstrafe bedroht war. Als Souverän hatte Heinrich III. zwar keine Strafverfolgung zu befürchten, sehr wohl aber negative Propaganda und Königsmord – ähnlich wie schon 1327 Edward II. von England. Doch auch die katholische Heilige Liga führte ab 1585 eine derartige Kampagne gegen ihn und seine Höflinge. Sie wurden als frivole Clique dargestellt, die sich von Protestanten instrumentalisieren ließ. Dies führte am 2. August 1589 zur Ermordung des Königs durch den fanatisierten Dominikanermönch Jacques Clément.

## Weitere Beispiele
Als Mignons wurden zeitgenössisch auch die Favoriten von Ludwig XIII. und seinen Brüdern Gaston und César sowie von Philippe I. von Orléans und Wilhelm III. von England bezeichnet.